# Казакевич, Николай Константинович
Николай Константинович Казаке́вич — (белор. Мікалай Казакевіч, 1934—2021) — советский белорусский художник-живописец, заслуженный деятель искусств Белорусской ССР (1988), лауреат государственной премии Республики Беларусь (2001). Член Белорусского Союза художников с 1963 года.

## Биография
Родился 5 мая 1934 года в деревне Дулебы (ныне Березинский район, Минская область, Белоруссия).
В 1955 году окончил Минское художественное училище, в 1961 году — Белорусский государственный театрально-художественный институт.
Учился у В. К. Цвирко, В. П. Суховерхова., А. П. Мозолева. Дипломная работа — картина «Уборка капусты».
Впервые его работы экспонировались в 1961 году.

## Творчество

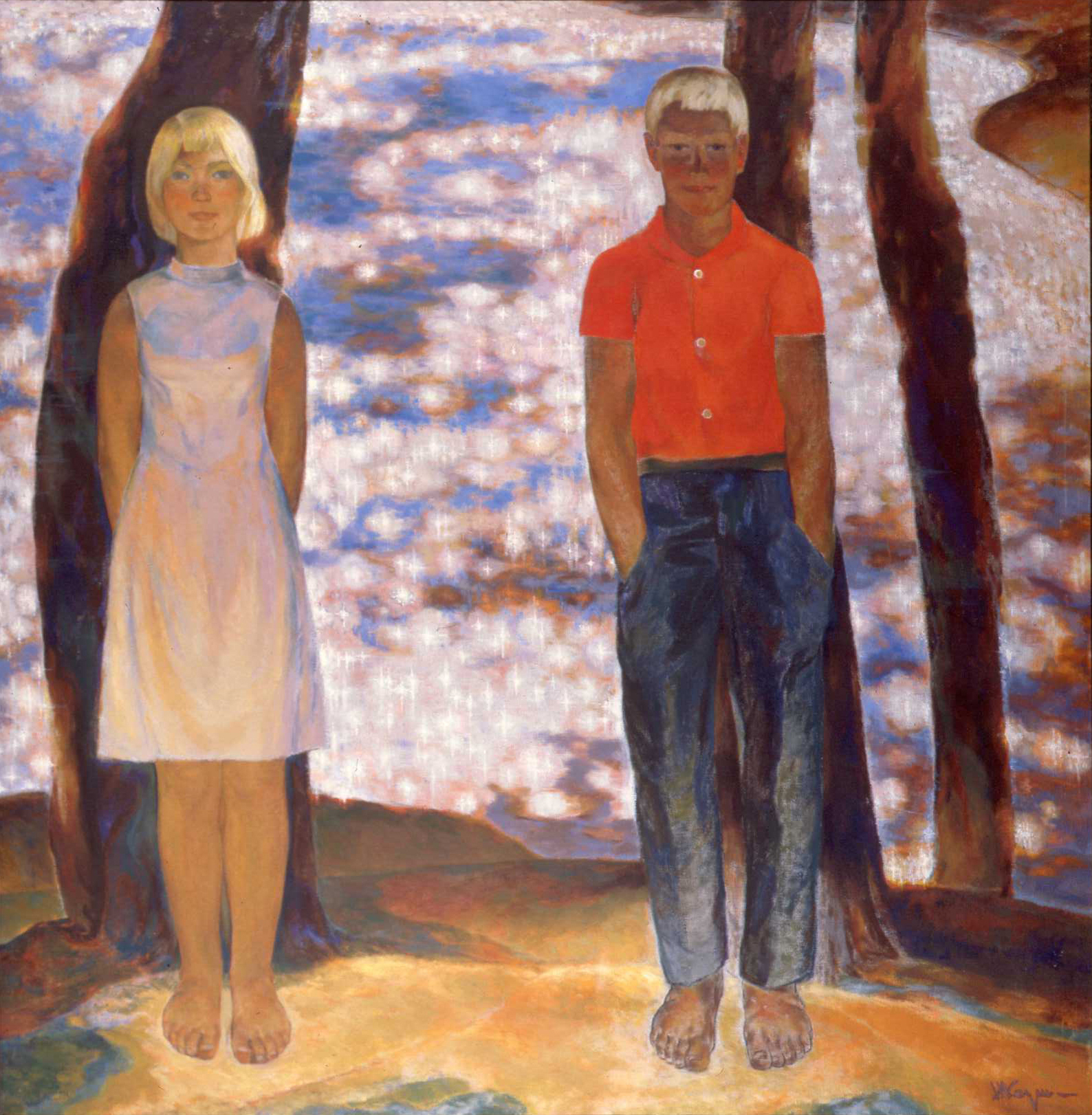
Юность, 1972 холст, масло 180х175

Работает в станковой живописи в жанрах лирического пейзажа, фигуративной картины.
Среди его произведений картины «Озеро», «Юность» (которая по признанию художника является его любимой картиной), «Весна на Гомельщине», «Реквием».
Работы находятся в гомельском краеведческом музее, Государственном художественном музее Республики Беларусь, фондах министерства культуры России, музеи русского и советского импрессионизма Флейшера, США, в музеях Белостока и Чехии.
Участвовал в выставках:
- 1961 г. Всесоюзная выставка дипломных работ. Москва, Ленинград.
- 1974 г. Участник коллективной выставки художников СССР, ПНР и ГДР.
- 1979 г. Персональная художественная выставка ЦДХ, Москва.
- 1980 г. Выставка произведений советских художников, ГДР.
- 1982 г. Выставка художников России, Украины и Беларуси. «Киеву 1500 лет».
- 1987 г. Персональная художественная выставка, Минск.
- 1993 г. Персональная художественная выставка в Клермон-Ферране, Франция.
- 1995 г. Персональная художественная выставка ГХМ, Минск.

Участник республиканских и зарубежных выставок: Австрия, Беларусь, Болгария, Германия, Венгрия, Литва, Польша, Россия, Украина, Франция, Финляндия, Югославия.

## Награды и признание
- Государственная премия Республики Беларусь (2001) — за серию пейзажей «Краявіды Беларусi», выполненных в 1995—1998 годах[4].
- орден Дружбы народов
- орден Франциска Скорины (2010)
- Бронзовая медаль ВДНХ СССР за работу «Юность»
- Заслуженный деятель искусств Белорусской ССР (1988)
- Почетная грамота Верховного Совета Белорусской ССР